# 에어커튼

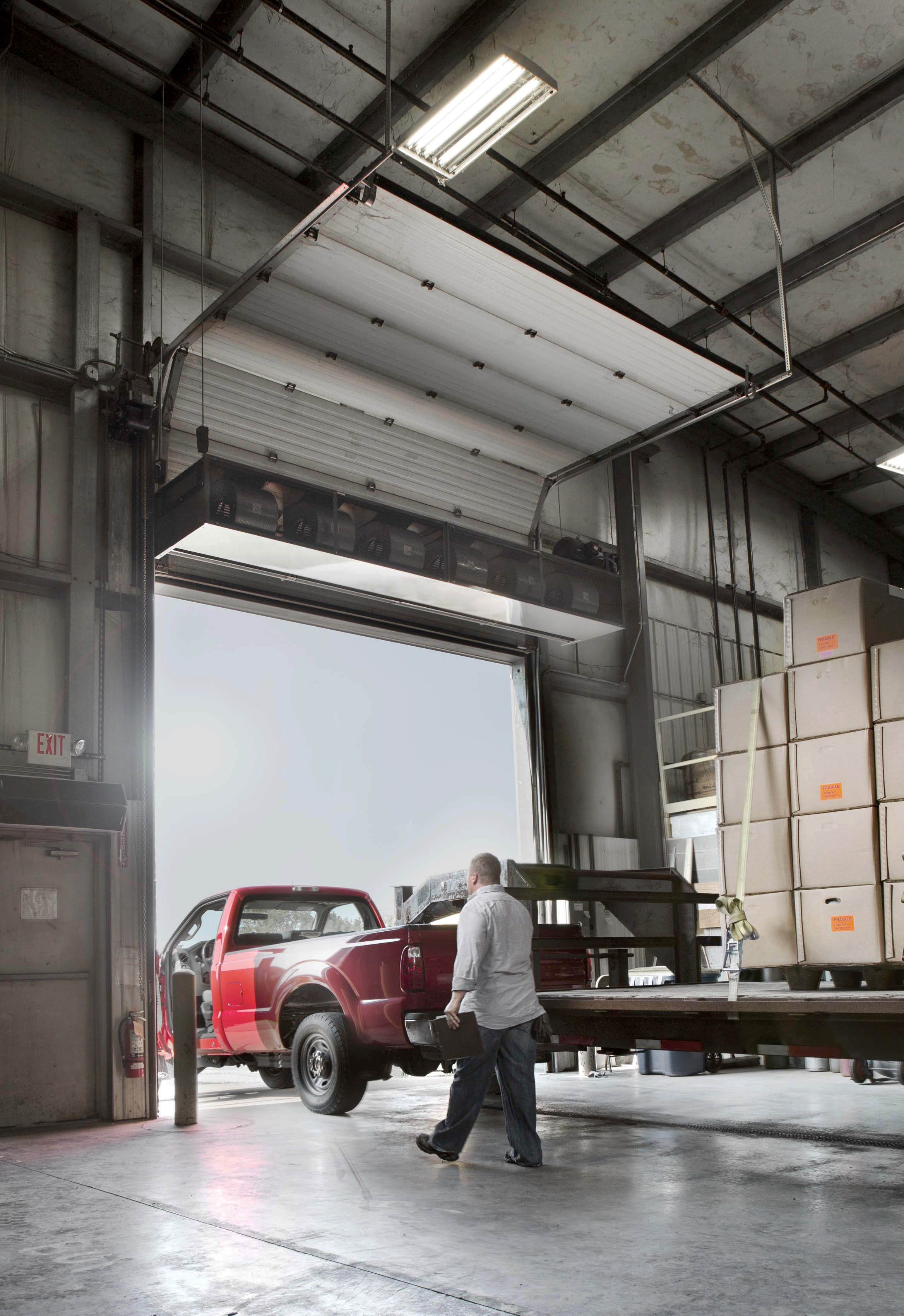
에어커튼은 열려 있는 문에 설치 되어 내부와 외부 공기를 분리하는 데 사용된다.

에어도어 또는 에어커튼은 공기, 오염 물질 또는 날아다니는 곤충 등이 한 공간에서 다른 공간으로 이동하는 것을 막는 데 사용되는 장치이다. 가장 일반적으로 사용되는 방식은 건물 입구 위나 온도가 다른 두 공간 사이의 통로 위에 설치되어 방향이 아래쪽을 향하는 송풍기이다.

## 정의

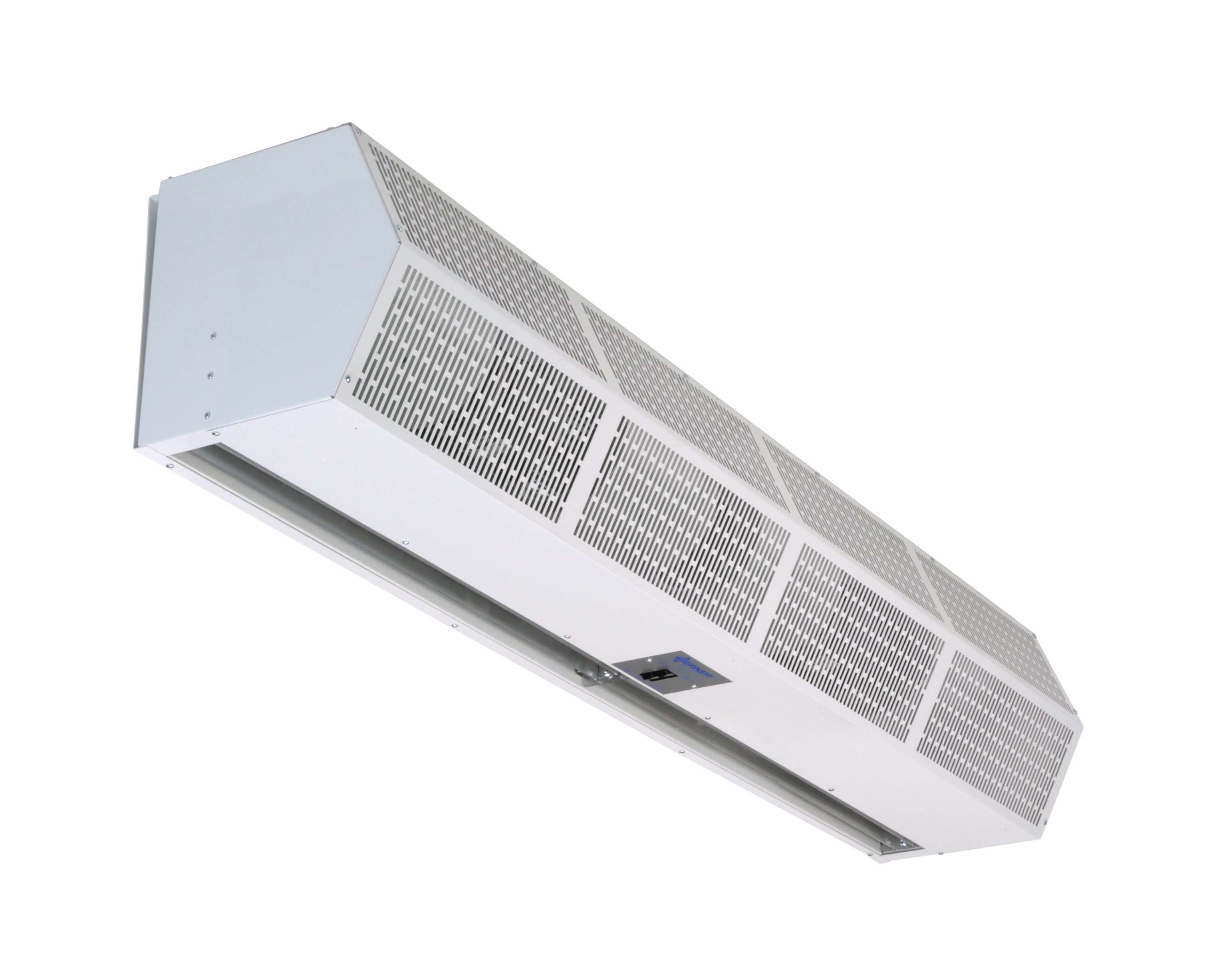
일반적인 상업용 에어커튼

한국에서 에어도어를 지칭하는데 더 흔히 사용되는 용어는 '에어커튼'이다. 미국 난방, 냉장 및 공조 엔지니어 협회(ASHRAE)는 에어도어를 다음과 같이 정의한다. "가장 간단한 응용 분야에서 에어커튼은 조절된 공간의 통로를 가로질러 순환하는 연속적인 광범위한 공기 흐름이다. 통로 위로 공기 흐름을 강제로 보내 곤충과 조절되지 않은 공기가 조절된 공간으로 침투하는 것을 줄인다. 공기 흐름 층은 커튼을 관통하려는 모든 공기가 끌려가는 속도와 각도로 이동한다. 에어커튼의 효과는 일반적으로 60~80%이다."
공기 이동 및 제어 협회(AMCA)에서는 에어커튼을 "공간의 전체 높이와 너비에 걸쳐 움직이는 방향 제어식 기류로, 통로의 한쪽에서 다른 쪽으로 공기가 침투하거나 이동하는 것을 줄이거나 날아다니는 곤충, 먼지 또는 이물질이 통과하는 것을 방지한다."라고 정의한다.

## 용도

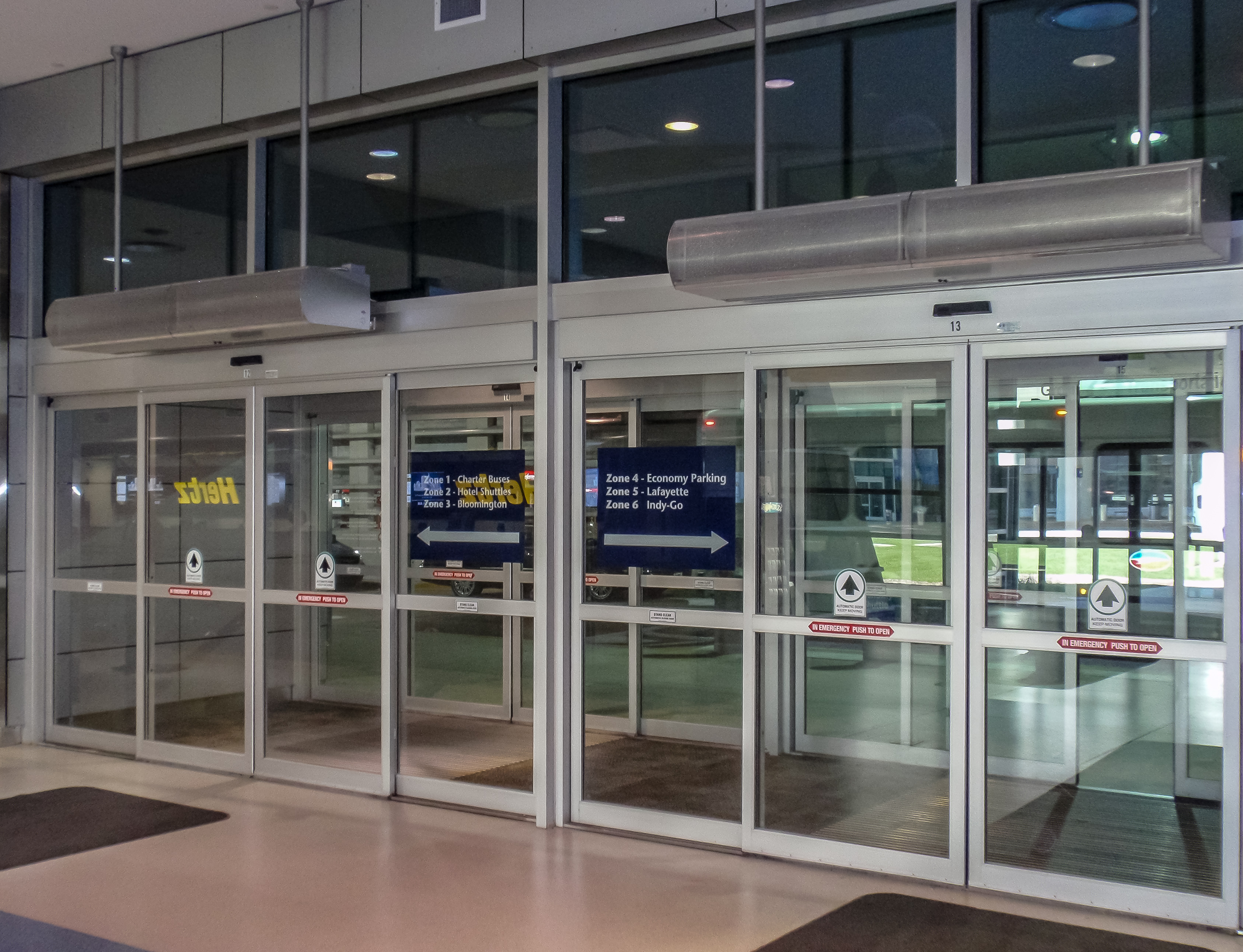
공항 입구의 상업용 에어커튼

에어커튼은 종종 운영상의 이유로 문을 열어두어야 하는 곳(예: 창고, 차량 출입구)에 사용된다. 강력한 난류를 만들어 날아드는 곤충을 막거나, 외부 공기를 차단하여 통로에 의한 영향을 줄이는 데 사용할 수 있다. 에어커튼으로 가열된 따뜻한 공기를 섞으면 차가운 기류를 피할 수 있다. 가열된 에어커튼은 공간에 보충적인 난방이 필요할 때 일반적으로 사용되며 추운 기후에서 내부의 온도를 보온하는데 사용된다.
추가적으로 사용되는 곳으로는 매장 출입구, 비행기 격납고, 화물 출입구, 차량 출입구, 레스토랑 문, 화물 하역장 등이 있다. 비가열 에어커튼은 종종 냉동실 및 냉장실 과 함께 사용된다.
에어커튼에는 공기를 가열하기 위한 히터가 장착될 수도 있고, 장착되지 않을 수도 있다.
에어커튼 송풍기는 바람을 바닥에 보낼 수 있을 만큼 강력해야 한다. 과학 문헌에는 에어커튼으로 얻은 밀봉 효율성을 예측하기 위한 분석 방법을 제시하는 몇몇 연구가 있다.
병원 수술실에서는 환자를 바이러스에 오염된 공기로부터 보호하기 위해 에어커튼이 사용되었다. 코로나19 팬데믹 이후, 여러 단체에서는 병원 병동과 같은 밀폐된 공간에서 바이러스 확산을 막기 위해 에어커튼을 사용하는 방법을 연구해 왔다. 여기에는 홍콩 이공대학 에서 개발한 개인용 에어커튼과 나고야 대학 에서 개발한 데스크탑형 에어커튼 시스템(DACS) 이 포함된다. 이러한 장치는 에어커튼을 이용해 의료 종사자를 코로나바이러스와 같은 공기 중 바이러스로부터 보호하는 것을 목표로 한다.

## 효과
문을 통과하는 공기 흐름은 바람의 힘, 온도 차이( 대류 ), 압력 차이에 따라 달라진다. 에어커튼은 건물 내부와 외부의 압력 차이가 적을 때 가장 잘 작동한다. 음압, 극심한 온도차, 가까운 곳에 엘리베이터가 있거나 습도가 너무 높은 경우 에어커튼의 효과가 떨어질 수 있다.
열린 문이 있는 건물 내부의 조절된 공기를 가두는 데 가장 효과적인 에어커튼은 위에서 아래로 흐르는 흐름에 의해 생성되는 통로에서의 높은 면속도와 환풍기와 송풍기에 의한 공기 순환을 가져야 한다. 이런 구성은 신축 건물에는 적합하지만, 기존 건물에 구현하기는 어렵다. 에어커튼은 외부 풍속이 낮을 때 가장 효과적이다. 풍속이 높으면 공기 혼합 속도가 증가하고 전체 표면 흐름에서 외부 공기 부분이 증가한다. 바람이 전혀 없는 이상적인 조건에서는 에어커튼의 효과가 최대가 되지만, 바람이 많은 곳에서도 에어커튼이 완벽한 밀폐를 만들 수 없지만, 통로로부터 영향을 줄이는 데 자주 사용된다.
산업 환경에서는 소음과 진동이 발생할 수 있지만 높은 효과를 위해 높은 면속도가 사용된다. 매장 입구 같은 상업적 용도의 경우, 사용자 편의성을 위해 면속도가 낮아야 하며, 이로 인해 외부 공기와 내부 공기를 분리하는 효과가 감소한다.

### 오버도어 히터와의 비교

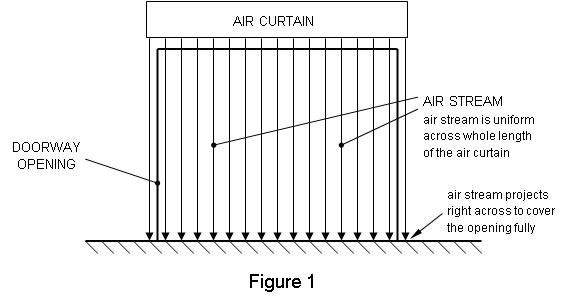
에어커튼의 공기 흐름 (상향식 구성)

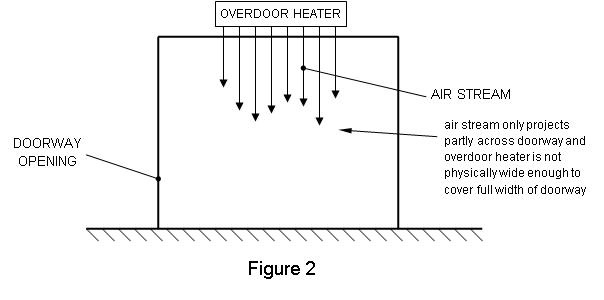
오버도어 히터의 공기 흐름

영국의 HEVAC 에어커튼 그룹 에서는 오버도어 히터를 낮은 풍량을 가진 소형 전기 또는 라디에이터 송풍 장치로 설명한다. 이 제품은 보행자 통행량이 적고 문이 주로 닫혀 있는 출입구에 설치하도록 설계되었으며, 따뜻함을 제공하는 데 유용한다. 하지만 이를 실내와 실외 공기 공간을 분리하는 기능도 하는 에어커튼의 대안으로 여겨서는 안 된다.
주요 차이점은 다음과 같다.
- 에어커튼은 출입구를 완전히 덮도록 설계되는 반면, 오버도어 히터는 너무 좁을 수 있다.
- 에어커튼의 팬은 출입구 전체에 공기 흐름을 제공할 만큼 강력하다. 도어 히터는 팬이 덜 강력할 수 있다.
- 에어커튼의 배출 노즐은 출입구 전체 폭에 걸쳐 균일한 공기 흐름을 제공하도록 최적화되어 있는데, 이는 오버도어 히터의 경우는 그렇지 않을 수 있다.

### 에너지 절약
에어커튼은 작동하는 동안 전기 에너지를 소모하지만, 두 공간 사이의 열 전달 (공기가 문턱을 넘어 섞일 때 물질 전달)을 줄임으로써 순 에너지 절감에 사용될 수 있다. 그러나 닫혀 있고 잘 밀봉된 문은 에너지 손실을 줄이는 데 훨씬 더 효과적이다. 두 기술은 종종 함께 활용된다. 문을 열면 센서에 의해 자동으로 에어커튼이 켜져서 실내와 실외 사이의 공기 교환이 최소화된다.
에어커튼을 설치하면 건물의 난방이나 공조 시스템의 부하를 줄여 몇 년 안에 투자 비용을 회수할 수 있다. 일반적으로 문이 열리고 닫힐 때 장치를 켜고 끄는 도어 스위치와 같은 메커니즘이 있으므로 에어커튼은 문이 열려 있는 동안만 작동한다.

## 설계
HVACR 응용 프로그램을 위한 에어커튼의 공급 공기 흐름 및 열 용량을 계산하기 위한 권위 있는 엔지니어링 설계 절차는 BSRIA 응용 프로그램 가이드 2/97에 설명되어 있다. "기밀성 사양이 있는 건물"에 대한 절차, 즉 약간의 공기 누출이 있는 실제 건물에 대한 절차를 따라야 한다. BSRIA 응용 가이드 의 4.2절에서는 설계 절차를 설명하고, 5.2절에서는 다양한 기밀 사양을 갖춘 건물에 대한 실제 사례를 제공한다. 이를 통해 엔지니어는 특정 적용 분야에 필요한 에어커튼의 공급 공기 흐름 속도와 열 용량을 계산할 수 있다.

## 참고문헌
1. ↑  Taken from the ASHRAE Handbook 2004: HVAC Systems and Equipment, page 17.9
2. ↑  Cao, Zhixiang; Zhou, Yu; Cao, Shi Jie; Wang, Yi (2021).  Goodfellow, Howard; Wang, Yi, 편집. 《Industrial ventilation design guidebook. Volume 2: Engineering design and applications》 Seco판. London San Diego, CA Cambridge, MA Oxford: Academic Press. 61-66쪽. ISBN 9780128167793. 2024년 7월 15일에 확인함.
3. ↑  Taken from H.Giraldez, Improved Semianalitycal method for air curtains prediction. Energy and Buildings November, 2013.
4. ↑  Cook, G. and Int-Hout, D. “A new idea that is 40 years old—Air curtain hospital operating room systems,” ASHRAE Trans. 113, 349–357 (2007)
5. ↑  Xu, J., Guo, H., Zhang, Y., and Lyu, X. “Effectiveness of personalized air curtain in reducing exposure to airborne cough droplets,” Build. Environ. 208, 108586 (2022). https://doi.org/10.1016/j.buildenv.2021.108586
6. ↑  Takamure, Kotaro; Sakamoto, Yasuaki; Iwatani, Yasumasa; Amano, Hiroshi; Uchiyama, Tomomi. Blocking Effect of Desktop Air Curtain on Aerosols in Exhaled Breath. AIP Advances, 12, 055323 (2022); https://doi.org/10.1063/5.0086659
7. ↑  “FETA - Associations - HEVAC Specialist Groups - Air Curtain Group”. 《www.feta.co.uk》. 2019년 11월 24일에 확인함.
8. ↑  Interim Report on the Energy Appraisal of Retail Units: Assessing the effect of open doors on energy consumption and thermal comfort 보관됨 2020-11-12 - 웨이백 머신 Technical Report Number: CUED/D-STRUCT/TR232, Murat Basarir & Dr. Mauro Overend, published 2010-10-18, accessed 2011-06-28
9. ↑  BSRIA Application Guide 2/97. Air Curtains – Commercial Applications. Building Services Research and Information Association, Bracknell, Berkshire, UK. 1997